# یانگ‌سان
شهر یانگ‌سان (به کره‌ای: 양산) (به انگلیسی: Yangsan) با جمعیت ۲۱۷٫۱۵۴ نفر در استان جیونگسانگنام جنوبی در کشور کره‌جنوبی واقع شده‌است.